# 夕張鹿鳴館
夕張鹿鳴館（ゆうばりろくめいかん）は、北海道夕張市にある歴史的建造物。もとは旧北海道炭礦汽船の迎賓館「鹿ノ谷倶楽部」。

## 概要
1913年（大正2年）建設。外観は和風で洋間もある和洋折衷の建物で、室内装飾の美術・工芸や立派な庭園を持つ豪華な作りが特徴。炭鉱全盛期の栄華を偲ばせるものとなっている。
そのため、近代和風建築としての高い価値を持つと専門家から評価され、2011年（平成23年）には国の登録有形文化財に登録されることになったほか、「空知の炭鉱関連施設と生活文化」として北海道遺産に選定され、「夕張炭田関連遺産」として近代化産業遺産に認定されている。
北海道炭礦汽船の迎賓施設として使用され、会社幹部の会合、政財界人や取引先などの接待のほか、1954年（昭和29年）に昭和天皇、香淳皇后が来道、夕張市に行幸啓した際には宿泊所となった。
炭鉱が好景気に沸いていた時期にはごく限られた上流階級の施設として、閉山に伴い夕張市に移管された直後には老朽化等の事情により公開もままならず、人目に触れる機会は少なかったことから、長らく幻の施設であったが、1994年から一般公開が始まり、夕張市内有数の歴史的建造物として知られることとなった。
「旧北炭鹿ノ谷倶楽部・夕張鹿鳴館」として観光客などにも開放されていたが、2006年（平成18年）6月20日に夕張市長が「財政再建団体」申請を行うことを表明して夕張市が事実上倒産したことに伴い、当時当館を運営していた夕張市の第3セクター「石炭の歴史村観光」も同年11月29日に札幌地方裁判所に自己破産を申請して破綻した。
夕張市は負債削減のために2007年（平成19年）に夕張リゾートに管理を委託し、同年4月27日に再開した。
しかし、2008年（平成20年）6月に土台の腐蝕による倒潰の危険が指摘され、修繕費は億単位になると見積もられたため、同年10月に「夕張リゾート」が管理権を返上し、同月中旬に閉鎖された。
夕張市が「財政再建団体」となり、保有する施設の修繕費の支出は困難であったことから、同年9月10日に「鹿ノ谷倶楽部のあり方を検討する委員会」の第1回を開催し、その存続の方法を検討することになった。
その結果、同年12月に「民間に無償で貸与か譲渡して保存・活用を委ねるべきである」との報告書が出された。
この報告書を受けて、2009年（平成21年）4月1日から貸与・譲渡を希望する民間事業者の募集が行われ、同月末30日に小樽市の廃棄物処理業者「テクノ」に無償譲渡すると発表された。
閉鎖後は廃墟化が進行し、保存状態が悪化していたが、譲渡された「テクノ」は、同年6月から補修工事を開始し、2011年（平成22年）5月27日、館内に宿泊施設「オーベルジュ夕山荘」・レストラン「ミレディ」などを設けた新施設として約3億円をかけて再開業した。冬季（12月～3月）は休館した。
その後、「テクノ」が業績不振に陥り、同社は夕張市役所まちづくり企画室と相談し、一般財団法人北海道・夕張倶楽部を設立のうえ、2013年11月28日付けで鹿鳴館の所有権を同法人に移転した。
この際、夕張市役所まちづくり企画室は市とテクノが交わした無償譲渡契約書で定める譲渡禁止特約を変更する旨の契約書を作成したと噂されている。
鹿鳴館は2015年度の営業を最後に休業し2016年4月に営業再開断念を表明、不動産登記事項証明書には、2017年1月16日には東浜商事（東京都千代田）に仮差押されたことが記載されている。
夕張市は2013年時点で譲渡禁止特約を自ら解除し所有権移転させた事実を伏せてプレスリリースを行い、「観光施設としての活用」などの条件付きで再譲渡を認め新継承先を探す方針とし、2017年8月に「元大夕張鹿鳴館」が買収。
なお、東浜商事の仮差押は同年7月14日付けで取下となっている。
買収後は2018年10月3日の営業再開を予定していたが、北海道胆振東部地震や台風の影響で資材の到着が遅れるなどしたため一般見学再開のみにとどまり、2019年時点では書道作品の展示館とする計画がありつつ3月に関係者のみによる宴会が行われたのみで、一般営業を停止し東京の不動産会社の管理下にあり前年6月から10月に行われた改修工事について元請け企業から孫請け企業への工事費1800万円未払いの問題が生じている。また2020年12月時点では北海道新聞夕張支局長（当時）による憶測に基づいた不正確な報道「元大側と雇用関係にあった管理担当の男性が夕張市外に転居し管理者不在の状態となっている」がなされている。

## 歴史
- 1913年（大正2年） - 北海道炭礦汽船の迎賓館として建設[5]。
- 1954年（昭和29年） - 昭和天皇・香淳皇后宿泊[23]
- 1958年（昭和33年） - 皇太子明仁親王（後の明仁上皇）宿泊
- 1982年（昭和57年） - 夕張炭鉱閉山に伴い閉鎖
- 1984年（昭和59年） - 北海道炭礦汽船が夕張市に売却
- 1994年（平成6年） - 旧北炭鹿ノ谷倶楽部記念館「夕張鹿鳴館」として一般公開
- 1999年（平成11年） - NHK連続テレビ小説「すずらん」ロケ地となる
- 2006年（平成18年）
  - 6月20日 - 夕張市が財政再建団体申請を行うことを表明して夕張市が事実上倒産[12]。
  - 11月29日 - 当館を運営していた夕張市の第3セクター「石炭の歴史村観光」が札幌地方裁判所に自己破産を申請して破綻し[13]、同月閉鎖。
- 2007年（平成19年）
  - 2月13日 - 夕張市が他16施設とともに加森観光に運営委託することを決定。
  - 2月28日 - 同社の子会社として運営を担当する夕張リゾートが設立される。
  - 4月27日 - 公開を再開[15]。
- 2008年（平成20年）
  - 6月 - 老朽化に伴う修繕費が億単位になると判明[9]。
  - 9月10日 - 「鹿ノ谷倶楽部のあり方を検討する委員会」の第1回を開催[18]。
  - 10月 - 夕張リゾートが管理権を返上し[18][19]、再び閉鎖される[4]。
  - 12月 - 「民間に無償で貸与か譲渡して保存・活用を委ねるべきである」との報告書が出される。
- 2009年（平成21年）
  - 4月30日 - 夕張市が小樽市の廃棄物処理業者「テクノ」に無償譲渡すると発表[2]。
  - 6月 - 「テクノ」が補修工事を開始[21]。
- 2011年（平成22年）
  - 5月27日 - 館内に宿泊施設「オーベルジュ夕山荘」・レストラン「ミレディ」などを設けた新施設として再開業[22]。
  - 10月 - 国の登録有形文化財に登録。
- 2013年（平成25年）
  - 11月 - テクノから一般財団法人北海道・夕張倶楽部に転売。
- 2016年（平成28年）
  - 4月 - テクノが経営不振を理由に営業継続を断念[23]。
- 2017年（平成29年）
  - 1月 - 東浜商事による仮差押
  - 7月 - 上記取下
  - 8月 - 元大リアルエステート傘下の元大夕張鹿鳴館が買収[24][25]。
  - 10月20日 - 一般公開を再開[25]。
- 2018年（平成30年）
  - 10月3日-5日 - リニューアルに合わせ改装に関し提携した香港の芸術家・馬興文（サイモン・マ）の作品展「2018馬跡北海道美術展」を開催[31]

## アクセス
- 道東自動車道夕張インターチェンジより約25分。